# شاتوارا الثاني

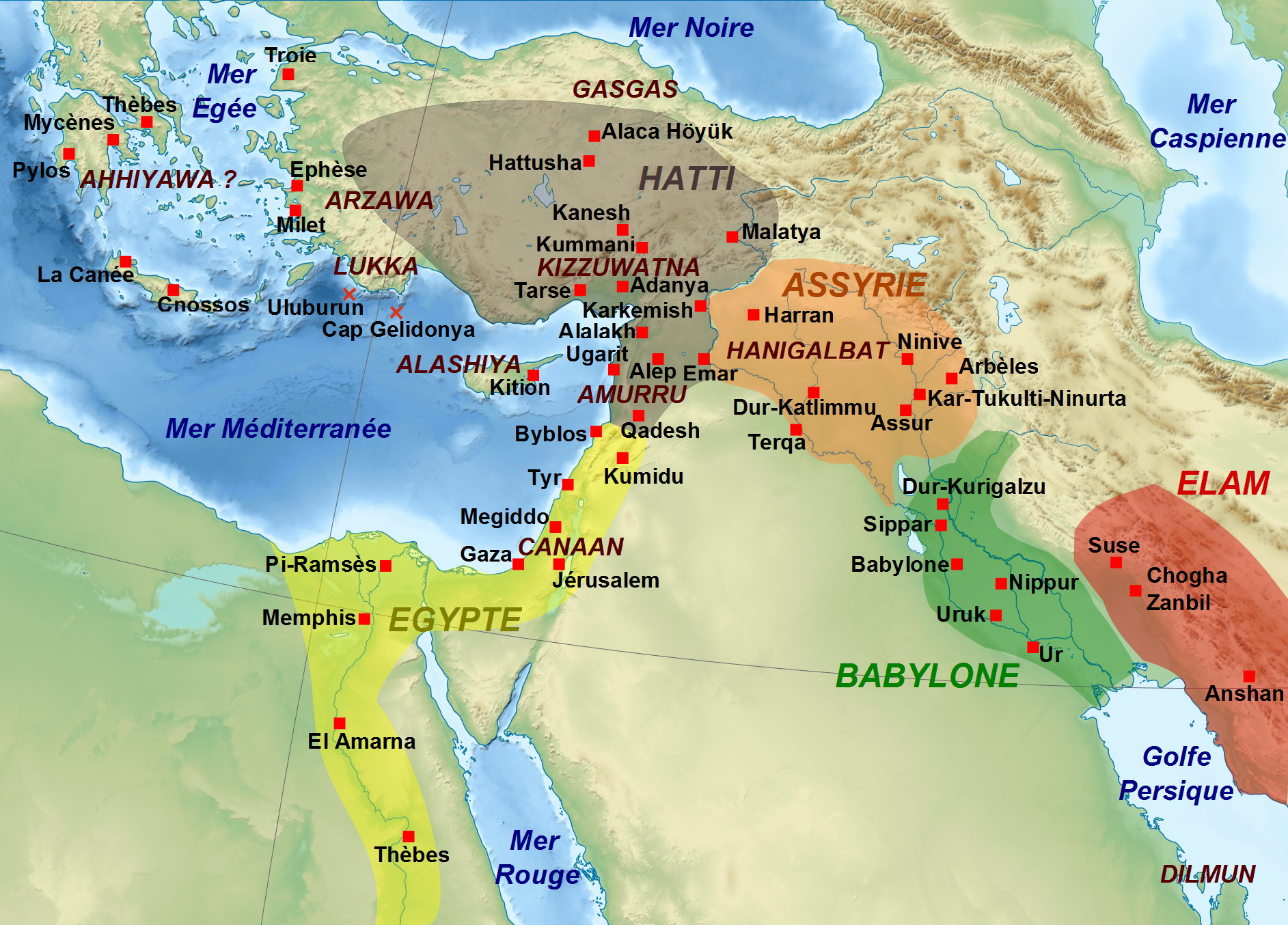
الشرق الأوسط القرن الثالث عشر.

كان شاتوارا الثاني (بالإنجليزية: Shattuara II أو Šattuara II)‏ آخر ملوك معروفين لمملكة ميتاني (أو هانيغالبات) الحورية في بلاد الرافدين في القرن الثالث عشر قبل الميلاد، وذلك قبل الاحتلال الآشوري للمملكة.
يُقتَرح أن ملكًا يُدعى شاتوارا قد حكم ميتاني في عهد الملك الآشوري شلمنصر الأول (1263-1233 قبل الميلاد). في نقش آشوري، يُقال إن الملك شاتوارا من هانيغالبات (ميتاني) شن حربًا على الملك الآشوري شلمنصر الأول.